# Pseudagrion pelecotomum
Pseudagrion pelecotomum là một loài chuồn chuồn kim trong họ Coenagrionidae.
Pseudagrion pelecotomum được Lieftinck miêu tả khoa học năm 1932.